# 阿普拉主义

美洲人民革命联盟旗帜

阿普拉主义（西班牙語：El aprismo，得名于美洲人民革命联盟的缩写“APRA”）是与秘鲁思想家维克多·劳尔·阿亚·德拉托雷的思想及其领导的泛美政治运动美洲人民革命联盟相关联的政治意识形态。阿普拉主义是一种拉丁美洲主义、反帝国主义、反共主義思想，并且根据某些标准，被认为具有民粹主义的特征。在历史的不同阶段，阿普拉主义曾被认为与以下政治流派相关：社会主义、社会民主主义、马克思主义、原住民主义、自由主义或保守主义。
最初，美洲人民革命联盟的目标是形成一种真正的拉丁美洲思想，作为欧洲中心主义的美洲观念的替代方案，适应空间和时间的现实，并成为反帝国主义和反寡头政治斗争的焦点，将“体力劳动者和知识分子”联合成一个统一的战线。阿亚·德·拉·托雷希望通过提出“印第安美洲从欧洲模式和教条中精神解放”的理念，使阿普拉主义作为一种政治理论，成为对拉丁美洲历史进程的解读方法，能够揭示其社会发展规律。